# Monardia gallicola
Monardia gallicola är en tvåvingeart som beskrevs av Boris Mamaev 1993. Monardia gallicola ingår i släktet Monardia och familjen gallmyggor. Inga underarter finns listade i Catalogue of Life.